# Tom Gramenz
 (février 2020).
Si vous disposez d'ouvrages ou d'articles de référence ou si vous connaissez des sites web de qualité traitant du thème abordé ici, merci de compléter l'article en donnant les références utiles à sa vérifiabilité et en les liant à la section « Notes et références ».
Tom Gramenz est né le 6 mai 1991 à Wiesbaden en Allemagne. C'est un acteur Allemand, qui a joué notamment dans la Révolution silencieuse.